# Grete Thiele
Margarethe Thiele, genannt Grete, (* 16. Dezember 1913 in Bottrop; † 29. Dezember 1993 in Wuppertal) war eine deutsche Politikerin der KPD, später DKP.

## Leben und beruflicher Werdegang
Margarethe Thiele wurde als eines von sechs Kindern eines sozialdemokratischen Bergarbeiters und Stadtverordneten und seiner als Weberin arbeitenden Ehefrau in Bottrop geboren. Von Beruf war sie Kontoristin. Nach der Machtübernahme durch die NSDAP begann sie illegal zu arbeiten. 1933 wurde sie erstmals, 1936 erneut verhaftet und zu dreieinhalb Jahren Zuchthaus verurteilt. Hier lernte sie Kommunistinnen kennen. Nach der Entlassung 1940 nahm sie Kontakt zu Kommunisten auf und arbeitete in Widerstandsgruppen mit, ohne selbst Mitglied der KPD zu sein. Sie fand eine Stelle als Kontoristin, die sie bis Kriegsende innehatte. Sie heiratete und bekam einen Sohn. Ihre Ehe scheiterte jedoch.
1952, noch während ihrer Zeit als Abgeordnete, wurde ein Haftbefehl gegen sie erlassen, der allerdings nie vollstreckt wurde. Man warf ihr u. a. die Teilnahme in einer hochverräterischen Organisation vor. Zudem entfernte die Stadt Wuppertal sie von der Einwohnerliste – damit war sie faktisch ausgebürgert. Sie fürchtete viele Jahre lang Verhaftung und Repression, zumal die KPD bei der Bundestagswahl 1953 nicht mehr die Fünf-Prozent-Hürde erreicht und Thiele ihre Abgeordnetenimmunität verloren hatte. Aus diesem Grund hielt sich Thiele eine Zeitlang in der DDR und in Süddeutschland auf. Nach dem Verbot der KPD arbeitete sie dann bis Mitte der 1960er Jahre als Redakteurin für den Deutschen Freiheitssender 904, der aus Burg (bei Magdeburg) KPD-Propaganda für Westdeutschland ausstrahlte.
Sie starb am 29. Dezember 1993 in ihrer Heimatstadt Wuppertal.

## Politische Betätigung
Bereits mit 14 Jahren wurde Thiele Mitglied der Sozialistischen Arbeiter-Jugend in Wuppertal und später deren Vorsitzende. Von 1932 bis 1945 war sie Mitglied der SPD.
1945 wurde Thiele Mitglied der KPD und in Wuppertal Stadtverordnete. Von 1947 bis 1949 war sie Landtagsabgeordnete in Nordrhein-Westfalen. 1949 schied sie aus dem Landtag aus und wurde Mitglied des neu gegründeten Deutschen Bundestags. Sie gehörte dem Deutschen Bundestag in dessen erster Legislaturperiode (1949–1953) an und war mit ihren 36 Jahren die jüngste weibliche Abgeordnete und innerhalb der 15-köpfigen KPD-Fraktion anfangs die einzige Frau. Nachdem die Kommunistin Gertrud Strohbach nachgerückt war, wies die KPD von allen Fraktionen mit gerade einmal 13 % den größten Anteil an weiblichen Abgeordneten auf. Neben ihrem Einsatz für die Emanzipation engagierte sich Thiele vornehmlich im Bereich Gesundheitsversorgung, gegen die Wiederbewaffnung und für die Belange der Jugend. So beantragte sie beispielsweise das Wahlrecht bereits für 18-Jährige.
1968 war sie maßgeblich an der Gründung der DKP sowie am Zustandekommen des Wahlbündnis Aktion Demokratischer Fortschritt für die Bundestagswahl 1969 beteiligt.
Bei der DKP wurde sie u. a. Mitglied des Parteivorstands. Grete Thiele blieb bis ins hohe Alter politisch aktiv.

## Werke
- Ist der friedliche Weg zum Sozialismus in Westdeutschland möglich? In: Wissen und Tat, 1956, Heft 7, S. 11–19.
- Hrsg.: Kommunalpolitik – Gegenwart und Perspektive (= Reihe Marxismus aktuell; 150). Verlag Marxistische Blätter, Frankfurt am Main, 2. Auflage, 1980, ISBN 3-88012-616-X.